# 노아 헌틀리
노아 헌틀리(Noah Huntley, 1974년 11월 7일 ~ )는 잉글랜드의 배우, 모델이다.

## 출연 작품

### 영화
- 이벤트 호라이즌 (1997)
- The Cyberstalking (1999)
- Megiddo: The Omega Code 2 (2001)
- 28일 후 (2002)
- 나니아 연대기: 사자, 마녀, 그리고 옷장 (2005)
- 다크 플로어 (2008)
- 유어 하이니스 (2011)
- 스노우 화이트 앤 더 헌츠맨 (2012) - 킹 매그너스 역
- 드라큘라: 전설의 시작 (2014) - 페트루 역
- 미스 유 올레디 (2015) - 회사 임원 역
- Middleground (2017)
- 바울 (2018) - 푸블리우스 역

### 텔레비전
- 홀비 시티 (2004-05)